# Bataille d'Oranik (1448)
Guerres ottomano-albanaise
La première bataille d'Oranik a eu lieu pendant la guerre Albano-Vénitienne de 1447-1448, lorsque la république de Venise s'est alliée à l'Empire ottoman contre la Ligue de Lezhë. Les forces albanaises ont vaincu l'armée ottomane dirigée par Mustafa Pacha pendant la bataille et deux mois plus tard, la paix a été établie entre l'Albanie et Venise.

## Contexte
En 1447, Skanderbeg était entré en guerre avec Venise. Les Vénitiens avaient utilisé des tactiques diplomatiques pour affaiblir l'influence et le pouvoir de Skanderbeg : ils avaient essayé de convaincre les Ottomans de lancer une incursion en Albanie. Les Ottomans, qui avaient assiégé Svetigrad, ne pouvaient pas décoller leurs forces pour combattre dans l'intérieur albanais : Svetigrad leur bloquait la route et l'armée de Skanderbeg était campée à proximité. Une fois la forteresse tombée, cependant, ils pouvaient se permettre d'envoyer des troupes en Albanie.

### Prélude et la bataille
Mustafa, après avoir rassemblé son armée, a envahi l'Albanie par le haut Debar. Une force de garde a été laissée sous le commandement de Vrana Konti qui a été unie par les forces de Skanderbeg après avoir laissé 5 000 soldats pour surveiller Dagno. Les forces se composaient de 15 000 soldats ottomans et de 6 000 soldats albanais. Les armées se sont rencontrées et une bataille entre deux champions a eu lieu avec la victoire du champion albanais. Les armées se sont engagées, mais le moral des Albanais plus élevé a forcé l'armée ottomane à battre en retraite. Les Albanais ont chassé les Ottomans, capturant Mustafa Pacha.

## Conséquences

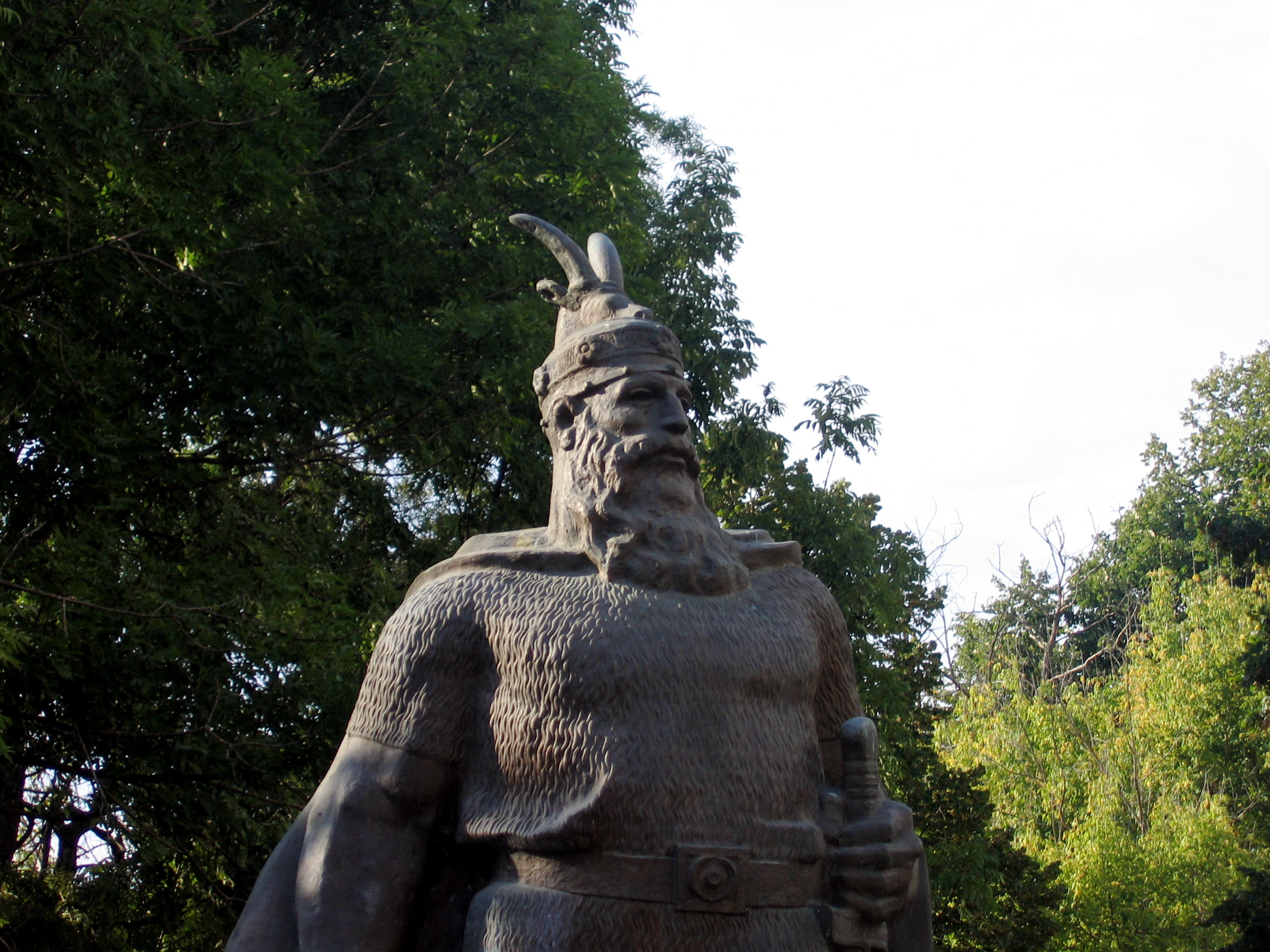
Scanderbeg, protagoniste de la bataille, est considéré comme un héros dans la ville d'Oranik, devenue Debar.

Mustafa Pacha avait perdu 3 000 hommes et avait été capturé dont douze officiers supérieurs. Skanderbeg a appris de ces officiers que ce sont les Vénitiens qui ont poussé les Ottomans à envahir l'Albanie. Les Vénitiens, en apprenant la défaite, ont exhorté à établir la paix. Mustafa Pacha a été bientôt racheté pour 25 000 ducats aux Ottomans.

## Sources
- (sq) Gennaro Francione et Donika Aliaj (dir.) (trad. Tasim Aliaj), Skënderbeu, një hero modern : (Hero multimedial) [« Skanderbeg, a modern hero (Hero multimedia) »], Tiranë, Albania, Shtëpia botuese "Naim Frashëri", 2006 (1re éd. 2003) (ISBN 99927-38-75-8, lire en ligne)